# レッドデビル・スポーツクラブ
レッドデビル・スポーツクラブ（英: Red Devil Sports Club）は、ロシアのサンクトペテルブルクにある総合格闘技アカデミー。通称レッドデビル。

## 主な元所属選手
- エメリヤーエンコ・ヒョードル - チーム・ヒョードルに移籍
- エメリヤーエンコ・アレキサンダー - ファイトクラブ・アフマトに移籍
- アレキサンダー・ヴォルコフ
- アレクセイ・オレイニク
- ローマン・ゼンツォフ
- アマール・スロエフ
- アンドレイ・シモノフ
- イブラヒム・マゴメドフ
- ゲガール・ムサシ（レッドデビル・インターナショナル・ジュロージン）
- ブライアン・ローアンユー（レッドデビル/スラム）